# Irish Volunteers
Gli Irish Volunteers (irlandese: Óglaigh na hEireann; italiano: Volontari Irlandesi) erano un'organizzazione militare fondata nel 1913 da nazionalisti irlandesi. Fu formata apparentemente in risposta alla formazione degli Ulster Volunteers nel 1912 e il suo scopo primario dichiarato era "garantire e mantenere i diritti e le libertà comuni a tutto il popolo d'Irlanda". Tra i volontari c'erano anche membri della Gaelic League, Ancient Order of Hibernians, Sinn Féin e segretamente, appartenenti all'IRB. I Volontari combatterono per l'indipendenza irlandese nel 1916, nella Rivolta di Pasqua, e si è unirono con l'Irish Citizen Army, Cumann na mBan e Fianna Éireann per formare l'Esercito Repubblicano Irlandese (Irish Republican Army, IRA).

## Fondazione
L'Home Rule irlandese dominava il dibattito politico dell'epoca tra l'Irlanda e il Regno Unito, da quando il Primo Ministro William Ewart Gladstone, introdusse la prima legge sull'Home Rule nel 1886, che però venne respinta dalla Camera dei Comuni. La seconda legge sull'Home Rule, sette anni dopo, fu bloccata dal veto della Camera dei Lords. La terza legge, introdotta nel 1912, portò alla crisi in Irlanda tra la maggioranza della popolazione, politicamente Nazionalista, e gli Unionisti dell'Ulster. Il 28 settembre 1912 al Belfast City Hall quasi 250.000 Unionisti avevano firmato la Solemn League and Covenant per resistere alla concessione della Home Rule. Seguì, quindi, nel gennaio 1913 la formazione degli Ulster Volunteers (Volontari dell'Ulster), milizia composta da maschi adulti unionisti che si volevano opporre, anche con la forza delle armi, all'attuazione del disegno di legge.
Dopo una serie d'incontri, alcuni uomini provenienti dalla Fratellanza Repubblicana Irlandese (IRB, Irish Republican Brotherhood), formarono il primo nucleo dei volontari. Bulmer Hobson, membro dell'Irish Republican Brotherhood, credeva che la IRB avrebbe dovuto utilizzare la formazione dei Volontari dell'Ulster come una "scusa per cercare di convincere l'opinione pubblica a formare una forza volontaria irlandese". Essi si limitarono ad incoraggiare l'opinione che, anche i Nazionalisti si sarebbero dovuti organizzare con una forza di volontari per difendere l'Irlanda. Un piccolo comitato, cominciò a incontrarsi regolarmente a Dublino a partire dal luglio del 1913. Hobson convinse Eoin MacNeill, professore di storia all'University College Dublin e cofondatore della Gaelic League, ad assumere la presidenza del comitato direttivo degli Irish Volunteers.